# Grand Prix Formule 1 van België 1953
De Grand Prix Formule 1 van België 1953 werd gehouden op 21 juni op het circuit van Spa-Francorchamps in Stavelot. Het was de vierde race van het seizoen.

## Uitslag
| Pos. | Nr. | Coureur                         | Constructeur          | Rondes | Tijd / Oorzaak uitval | Grid | Punten |
| ---- | --- | ------------------------------- | --------------------- | ------ | --------------------- | ---- | ------ |
| 1    | 10  | Alberto Ascari                  | Ferrari               | 36     | 2:48:30.3             | 2    | 8      |
| 2    | 8   | Luigi Villoresi                 | Ferrari               | 36     | + 2:48.2              | 5    | 6      |
| 3    | 28  | Onofre Marimon                  | Maserati              | 35     | + 1 Ronde             | 16   | 4      |
| 4    | 30  | Toulo de Graffenried            | Maserati              | 35     | + 1 Ronde             | 9    | 3      |
| 5    | 18  | Maurice Trintignant             | Gordini               | 35     | + 1 Ronde             | 8    | 2      |
| 6    | 14  | Mike Hawthorn                   | Ferrari               | 35     | + 1 Ronde             | 7    |        |
| 7    | 20  | Harry Schell                    | Gordini               | 33     | + 3 Rondes            | 12   |        |
| 8    | 32  | Louis Rosier                    | Ferrari               | 33     | + 3 Rondes            | 13   |        |
| 9    | 38  | Fred Wacker                     | Gordini               | 32     | + 4 Rondes            | 15   |        |
| 10   | 24  | Paul Frere                      | HWM-Alta              | 30     | + 6 Rondes            | 11   |        |
| 11   | 40  | André Pilette                   | Connaught-Lea-Francis | 29     | + 7 Rondes            | 18   |        |
| DNF  | 6   | Johnny Claes Juan Manuel Fangio | Maserati              | 35     | Ongeluk               | 10   |        |
| DNF  | 22  | Lance Macklin                   | HWM-Alta              | 19     | Motor                 | 17   |        |
| DNF  | 12  | Giuseppe Farina                 | Ferrari               | 16     | Motor                 | 4    |        |
| DNF  | 4   | Juan Manuel Fangio              | Maserati              | 13     | Motor                 | 1    |        |
| DNF  | 2   | José Froilán González           | Maserati              | 11     | Gaspedaal             | 3    | 1S     |
| DNF  | 16  | Jean Behra                      | Gordini               | 9      | Motor                 | 14   |        |
| DNF  | 26  | Peter Collins                   | HWM-Alta              | 4      | Koppeling             | 16   |        |
| DNF  | 34  | Georges Berger                  | Simca-Gordini-Gordini | 3      | Motor                 | 20   |        |
| DNF  | 36  | Arthur Legat                    | Veritas               | 0      | Transmissie           | 19   |        |

## Noot
- Dit was het debuut voor de Belgische coureur Georges Berger.
- Eerste podiumplaats voor Onofre Marimón.
- Tiende pole position en snelste ronde voor een Argentijnse coureur.
- Alberto Ascari won negen Grands Prix achter elkaar - als de Indianapolis 500 van 1953 niet wordt meegeteld, aangezien het technisch gezien geen Grand Prix was, maar wel onderdeel uitmaakte van het Formule 1 Wereldkampioenschap - een record dat maar twee keer werd geëvenaard (door Sebastian Vettel tijdens de Grote Prijs van Brazilië van 2013 en door Max Verstappen werd verbroken tijdens de Grote Prijs van Italië van 2023).
- Alberto Ascari was nu voor de negende (opeenvolgende) keer de leider van het wereldkampioenschap. Hij verbrak daarmee het record van Juan Manuel Fangio (8), gevestigd na de Grote Prijs van Spanje 1951.

1925 · 1930 · 1931 · 1933 · 1934 · 1935 · 1937 · 1939 · 1947 · 1949 · 1950 · 1951 · 1952 · 1953 · 1954 · 1955 · 1956 · 1958 · 1960 · 1961 · 1962 · 1963 · 1964 · 1965 · 1966 · 1967 · 1968 · 1970 · 1972 · 1973 · 1974 · 1975 · 1976 · 1977 · 1978 · 1979 · 1980 · 1981 · 1982 · 1983 · 1984 · 1985 · 1986 · 1987 · 1988 · 1989 · 1990 · 1991 · 1992 · 1993 · 1994 · 1995 · 1996 · 1997 · 1998 · 1999 · 2000 · 2001 · 2002 · 2004 · 2005 · 2007 · 2008 · 2009 · 2010 · 2011 · 2012 · 2013 · 2014 · 2015 · 2016 · 2017 · 2018 · 2019 · 2020 · 2021 · 2022 · 2023 · 2024 · 2025 · 2026 · 2027 · 2029 · 2031